# Koziorożec abisyński
Koziorożec abisyński (Capra walie) – gatunek ssaka z podrodziny antylop (Antilopinae) w obrębie rodziny wołowatych (Bovidae). Endemit północnej Etiopii.
Koziorożec abisyński występuje niemal wyłącznie w Parku Narodowym Simien, w paśmie Semien, gdzie zasiedla odcinek o długości bliskości 25 km.
Samice ważą około 80 kg, zaś samce do 125 kg. U osobników obu płci występują rogi, które jednak u samców są bardziej okazałe i mogą osiągać 110 cm długości. Na tle innych koziorożców abisyński wyróżnia się możliwością rozmnażania się przez cały rok, jednak najintensywniej rozród przebiega od marca do czerwca.
W 2020 roku IUCN uznała koziorożca abisyńskiego za gatunek narażony (VU, Vulnerable); wcześniej, od 2008 uznawany był za zagrożony (EN, Endangered), a w 1996 otrzymał klasyfikację CR (krytycznie zagrożony). Wedle szacunków IUCN z 2020 na wolności pozostawało wówczas około 585 dorosłych osobników. 